# 卡尔皮内蒂
卡尔皮内蒂（義大利語：Carpineti），是意大利雷焦艾米利亚省的一个市镇。总面积89.61平方公里，人口4177人，人口密度46.6人/平方公里（2009年）。ISTAT代码为035011。